# Phoronis
Phoronis is een geslacht van hoefijzerwormen (Phoronida).

## Kenmerken
Phoronis-soorten zijn wijd verspreid, sommige worden tot 25 cm lang, maar de meeste blijven veel kleiner. Het ongesegmenteerde lichaam zit meestal verscholen in een chitinebuis, weggestoken in zand of slik. Het dier heeft een gelaagde lichaamswand met overlangse spieren en kringspieren, waarmee het dier zich buiten de woonbuis kan uitstrekken om te eten.

## Soorten
Het geslacht bestaat uit de volgende soorten:
- Phoronis australis Haswell, 1883[3]
- Phoronis hippocrepia (Kleine hoefijzerworm) Wright, 1856[1]
- Phoronis ijimai Oka, 1897[4]
- Phoronis muelleri Selys-Lonchamps, 1903[5]
- Phoronis ovalis Wright, 1856[1]
- Phoronis pallida Silén, 1952[6]
- Phoronis psammophila Cori, 1889[7]